# Parc national de Koïgorodok
Le parc national de Koïgorodok (en russe : Национальный парк «Койгородский») en Russie d'Europe couvre l’une des plus grandes étendues de taïga méridionale vierge d’Europe. Couvrant une superficie de 56 700 hectares, il est situé à l'extrémité est de la plaine d'Europe orientale, dans la république des Komis en Russie,. La biodiversité est élevée dans les forêts anciennes, qui comprennent les forêts d'épinettes et de trembles anciens. Le parc a été officiellement créé en 2019 et, dès 2021, des équipes scientifiques  travaillaient à inventorier la flore et la faune de la région. Il est situé dans les raïons de Koïgorodok et de la Louza de la république des Komis, à 900 km au nord-est de Moscou.

## Topographie
Le terrain est plat avec des plaines inondables sinueuses ; les points les plus élevés et les plus bas ne diffèrent en altitude que de 50 mètres. Les précipitations étant supérieures à l’évaporation, l’eau s’accumule au sol et s’écoule dans un réseau de rivières et de lacs. La rivière Sedka coule vers le nord depuis le parc, pour finalement se jeter dans la mer Blanche, tandis que d'autres petites rivières coulent vers le sud et se jettent dans les rivières alimentant la mer Caspienne,. Le parc se trouve à la limite sud de la République des Komis, à la frontière avec l'oblast de Kirov, à côté de la réserve naturelle de Nurgush-Tulashor qui constitue une vaste zone protégée supplémentaire.

## Écorégion et climat
Le parc est situé dans la partie orientale de l’écorégion de la taïga scandinave et russe. Le climat de l'écorégion est de type subarctique (Classification climatique de Köppen). Ce climat est caractérisé par des étés doux (seulement 1 à 3 mois au-dessus de 10 ° C) et des hivers froids et enneigés (mois le plus froid inférieur à - 3 ° C),.

## Plantes et animaux
Le parc se distingue par ses vastes peuplements de forêts anciennes d'épicéas de couleur vert fougère. Ce type rare de taïga n'existe que là où l'exploitation forestière et l'activité humaine ont été absentes pendant de longues périodes. Le parc comprend également des zones de trembles anciens. Selon l'Observatoire numérique des espaces protégés, plus de 99 % du territoire du parc est couvert de forêts. La forêt n'est pas fragmentée, il n'y a pas d'habitations et les routes n'en couvrent que 1 %,.
118 espèces d'oiseaux sont connues dans le parc, dont 14 sont en danger critique d'extinction, vulnérables ou presque menacées, notamment le bruant à poitrine jaune et le vulnérable aigle criard. Les mammifères présentant un intérêt pour la conservation comprennent la loutre eurasienne (Lutra lutra), quasi menacée, et la chauve-souris des étangs (Myotis dasycneme). La salamandre de Sibérie (Salamandrella keyserlingii) est un habitant commun des zones humides.

## Voir également
- Aires protégées de Russie